# Vladimir Jugović
Vladimir Jugović (en serbe en écriture cyrillique : Владимир Југовић), né le 30 août 1969 à Milutovac en Yougoslavie (aujourd'hui en Serbie), est un footballeur international yougoslave d'origine serbe, qui évoluait au poste de milieu de terrain.

## Biographie

### Carrière en club
Pur produit du centre de formation de l'Étoile rouge de Belgrade, grand club du football yougoslave de l'époque, il fait ses débuts avec le groupe professionnel en 1990, où il est prêté à un autre club de la capitale, le Rad Belgrade.
La saison suivante, il retourne à l'Étoile rouge où il reste jusqu'en 1992 (il remporte notamment avec le club la coupe des clubs champions européens 1990-1991 ainsi que la Coupe intercontinentale 1991, premiers trophées européens du club depuis plus de vingt ans).
Il part ensuite pour l'Italie et les Génois de la Sampdoria (disputant son tout premier match de Serie A le 6 septembre 1992 lors d'un nul 3-3 à domicile contre la Lazio) où il reste durant trois saisons (avec une Coupe d'Italie à la clé en plus dans son palmarès).
En 1995, il signe chez les Piémontais de la Juventus, et dispute son premier match avec les Bianconeri lors d'un succès en Serie A 4-1 à domicile sur la Cremonese le 27 août 1995 (match au cours duquel il inscrit un but, celui du 1-0). Il reste au total deux saisons à la Juventus (77 matchs pour 10 buts inscrits, dont 56 matchs et 8 buts en championnat), remportant 5 trophées (un championnat, une supercoupe, une C1, une Coupe intercontinentale et une supercoupe d'Europe), ce qui devient donc la période la plus prolifique en titres de sa carrière.
En 1997, Jugović rejoint la capitale italienne pour jouer à la Lazio de Rome, où il ne reste qu'une seule saison (remportant avec les Biancocelesti la deuxième Coppa Italia de sa carrière)
La saison suivante, il quitte la botte où il jouait depuis 6 ans pour rejoindre la capitale espagnole et le club de l'Atlético Madrid. Avec les Colchoneros, il atteint la finale de la Copa del Rey en 1999, mais joue peu (seulement 17 matchs pour 3 buts inscrits).
Il retourne alors en Italie et rejoint l'Inter Milan en 1999. Il y joue deux saisons, atteint la finale de la coupe et de la supercoupe. Mais sa deuxième saison milanaise le voit jouer de moins en moins, il est alors prêté à l'AS Monaco entre 2001 et 2003. Mais si sa deuxième saison à l'Inter l'avait vu jouer de moins en moins, sa deuxième saison monégasque est blanche, alors que son club termine vice-champion de France et remporte la Coupe de la Ligue.
Il rejoint ainsi le club autrichien de l'Admira Wacker Mödling en 2003, puis tente un dernier challenge la saison d'après, lorsqu'il signe pour une ultime saison professionnelle chez le club allemand du LR Ahlen en 2.Bundesliga. Il prend ainsi sa retraite sportive à l'issue de cette saison 2004-2005.

### Carrière en sélection
Il débute en sélection le 8 août 1991 lors d'un match contre la Tchécoslovaquie.
Il participe à la Coupe du monde 1998, où il dispute 4 matchs, tous comme titulaire. La Yougoslavie est éliminée en 8e de finale. Il participe ensuite à l'Euro 2000, où il dispute également 4 matchs, tous en tant que titulaire. Son équipe est éliminée au stade des quarts de finale.
Jugović dit Jugo marque au total quatre buts lors de ses quarante-et-une sélections avec l'équipe de Yougoslavie entre 1991 et 2002.

### Après-carrière
Il travaille actuellement comme chroniqueur sportif pour la télévision serbe, après avoir été recruteur de jeunes talents footballistiques dans son pays.

## Palmarès
| - Championnat de Yougoslavie (2) : - Champion : 1990-91 et 1991-92. - Coupe des clubs champions européens (1) : - Vainqueur : 1990-91. |  | - Supercoupe de l'UEFA : - Finaliste : 1991. - Coupe Intercontinentale (1) : - Vainqueur : 1991. |

| - Championnat d'Italie (1) : - Champion : 1996-97. - Vice-champion : 1995-96. - Supercoupe d'Italie (1) : - Vainqueur : 1995. - Ligue des champions de l'UEFA (1) : - Vainqueur : 1995-96. - Finaliste : 1996-97. |  | - Supercoupe de l'UEFA (1) : - Vainqueur : 1996. - Coupe Intercontinentale (1) : - Vainqueur : 1996. |

| Lazio - Coupe d'Italie (1) : - Vainqueur : 1997-98. - Coupe de l'UEFA : - Finaliste : 1997-98. |  | Atlético Madrid - Coupe d'Espagne : - Finaliste : 1998-99. |  | Inter - Coupe d'Italie : - Finaliste : 1999-00. - Supercoupe d'Italie : - Finaliste : 2000. |